# Ellinoora
Ellinoora, właściwie Anni Ellinoora Leikas (ur. 26 stycznia 1994 w Oulu) – fińska piosenkarka. W 2016 roku został wydany jej pierwszy album studyjny Villi lapsi.

## Dyskografia

### Albumy studyjne
| Rok  | Dane dot. albumu                                                                                            | Najwyższe pozycje na listach |
| Rok  | Dane dot. albumu                                                                                            | FIN                          |
| ---- | --- | ---------------------------- |
| 2016 | Villi lapsi - Wydany: 16 września 2016 - Wytwórnia: Warner Music Finland - Format: CD, LP, digital download | 2                            |
| 2019 | Vaaleanpunainen vallankumous - Wydany: 30 sierpnia 2019 - Wytwórnia: Warner Music Finland - Format: CD, LP  |                              |

### Single

#### Single solowe
| Rok                          | Tytuł                                 | Najwyższe pozycje na listach | Najwyższe pozycje na listach |
| Rok                          | Tytuł                                 | FIN                          |                              |
| ---------------------------- | ------------------------------------- | ---------------------------- | ---------------------------- |
| 2015                         | „Ei hävittävää (AEIOUAO)”             | –                            |                              |
| 2015                         | „Minä elän”                           | –                            |                              |
| 2015                         | „Carrie”                              | 13                           |                              |
| 2016                         | „Leijonakuningas”                     | 20                           |                              |
| 2016                         | „Rakkauden kesä”                      | –                            |                              |
| 2016                         | „Elefantin paino”                     | 2                            |                              |
| 2017                         | „Minä suojelen sinua kaikelta”        | –                            |                              |
| 2017                         | „Glitteri”                            | 12                           |                              |
| 2017                         | „Maa on niin kaunis (Toivioretkellä)” | –                            |                              |
| 2018                         | „Nartut”                              | –                            |                              |
| „–” singel nie był notowany. |                                       |                              |                              |

#### Single z gościnnym udziałem
| Rok  | Tytuł                                      | Najwyższe pozycje na listach | Najwyższe pozycje na listach |
| Rok  | Tytuł                                      | FIN                          |                              |
| ---- | ------------------------------------------ | ---------------------------- | ---------------------------- |
| 2017 | „Sitä säät mitä tilaat” (JVG)              | 1                            |                              |
| 2017 | „Tanssi se ulos” (Roope Salminen & Koirat) | 11                           |                              |